# NGC 6213
NGC 6213 ist eine 14,8 mag helle Spiralgalaxie vom Hubble-Typ Sa im Sternbild Drache am Nordsternhimmel. Sie ist schätzungsweise 249 Millionen Lichtjahre von der Milchstraße entfernt und hat einen Durchmesser von etwa 50.000 Lichtjahren.
Im selben Himmelsareal befinden sich u. a. die Galaxien NGC 6206 und NGC 6211.
Das Objekt wurde am 25. Juni 1887 von Lewis A. Swift entdeckt.